# 馬夷麻呂
馬 夷麻呂（うま の ひなまろ、生没年不詳）は、奈良時代の官人。名は比奈麻呂とも記される。姓は史。官位は外従五位下・典薬頭。

## 経歴
聖武朝の天平13年（741年）閏3月に外従五位下に叙せられ、同年12月に甲斐守に任官する。
それからしばらく叙位任官記録が見られないが、淳仁朝の天平宝字3年（759年）典薬頭に任ぜられ、翌天平宝字4年（760年）正月に南海道巡察使を務めている。

## 官歴
注記のないものは『続日本紀』による。
- 時期不詳：正六位上
- 天平13年（741年） 閏3月5日：外従五位下。12月10日：甲斐守
- 天平宝字3年（759年） 5月17日：典薬頭
- 天平宝字4年（760年） 正月21日：南海道巡察使